# Église Saint-Milliau de Ploumilliau
Pour les articles homonymes, voir Église Saint-Milliau.
L'église Saint-Milliau est une église catholique située à Ploumilliau, en France.

## Localisation
L'église est située dans le département français des Côtes-d'Armor, sur la commune de Ploumilliau.

## Historique
L'édifice est classé au titre des monuments historiques en 1921.